# 弗雷德里克·德·豪特曼
弗雷德里克·德·豪特曼（Frederick de Houtman，约1571年—1627年10月21日）是一名荷蘭航海家、探險家。出生於豪達。他的兄長科爾內利斯·德·豪特曼也是一位航海家。
1595年至1597年，弗雷德里克·德·豪特曼參與了第一次荷蘭對東印度群島的遠征，結果被囚禁在亞齊蘇丹國。在囚禁期間弗雷德里克·德·豪特曼致力研究南半球星座。1619年他航向澳洲，在沿著西岸往北航行時發現了豪特曼阿布羅略斯群島。